# Carl Meinhold
Carl Marvin Meinhold, detto Red (West Hazleton, 29 marzo 1926 – Reading, 23 febbraio 2019), è stato un cestista statunitense, professionista nella BAA e nella ABL.

## Palmarès
- Campione BAA (1948)
- Campione ABL (1950)